# Colline Novaresi Nebbiolo
Le Colline Novaresi Nebbiolo est un vin italien de la région Piémont doté d'une appellation DOC depuis le 5 novembre 1994. Seuls ont droit à la DOC les vins rouges récoltés à l'intérieur de l'aire de production définie par le décret. Les vignobles autorisés se situent en province de Novare, quelques kilomètres au sud du Lac Majeur, dans les communes de Barengo, Boca, Bogogno, Borgomanero, Briona, Cavaglietto, Cavaglio d'Agogna, Cavallirio,  Cressa, Cureggio, Fara Novarese, Fontaneto d'Agogna, Gattico, Ghemme, Grignasco, Maggiora, Marano Ticino, Mezzomerico, Oleggio, Prato Sesia, Romagnano Sesia, Sizzano, Suno, Vaprio d'Agogna et Veruno.

## Caractéristiques organoleptiques
- couleur: rouge plus ou moins intense parfois rose
- odeur: vineux, caractéristique.
- saveur: sec, harmonieux.

## Production
Province, saison, volume en hectolitres :
- Novara  (1995/96)  340,27
- Novara  (1996/97)  1182,49